# Izyda Srzednicka-Sulowska
Izyda Srzednicka-Sulowska (ur. 14 sierpnia 1974 w Sejnach) – polska rzeźbiarka, uprawia również karykaturę, grafikę, poezję.

## Życiorys
Urodziła się 14 sierpnia 1974 r. w Sejnach jako jedna z czterech córek Jerzego Srzednickiego i Lidii z domu Jodzis. W roku 1995 ukończyła Państwowe Liceum Sztuk Plastycznych w Supraślu w specjalizacji snycerstwo. Absolwentka Wydziału Rzeźby Akademii Sztuk Pięknych w Gdańsku. Dyplom obroniła w 2004 w pracowni prof. Katarzyny Józefowicz.
Spokrewniona z grafikiem Konradem Srzednickim. Mieszka i pracuje w Gdańsku.

## Nagrody i wyróżnienia
- Laureatka Konkursu Prezydenta Rzeczypospolitej Polskiej na Najlepszy Dyplom Ukończenia Studiów w Zakresie Sztuk Pięknych – Grand Prix 2005. Zwycięska praca, to instalacja rzeźbiarska Nieuniknione Spotkanie prezentowana w Muzeum Plakatu w Wilanowie (2005)[1]
- Wyróżniona Nagrodą Rektora Akademii Sztuk Pięknych za osiągnięcia na rzecz uczelni (2005)
- Nagrodzona przez Marszałka województwa pomorskiego Bursztynowym drzewem za aktywność artystyczną na rzecz Pomorza w kategorii Rzeźbiarz (2013)[2]

Autorka pomników: Świętowid Kaszubski w Szymbarku (Centrum Edukacji i Promocji Regionu 2010), Niedźwiedź Wojtek – żołnierz Armii Andersa w Szymbarku (CEPR 2013), Matka Polka Sybiraczka w Gryfinie (Polski Związek Sybiraków, Urząd Miasta Gryfino 2014)
Autorka licznych instalacji rzeźbiarskich znajdujących się w zbiorach prywatnych.

## Ważniejsze wystawy
- wystawa w Białej Synagodze w Sejnach pt. Wariacja na temat jednego człowieka przy wystawie głównej malarstwa i rysunku Jerzego Srzednickiego (2002)
- wystawa zbiorowa w Rzymie Fur for art (2003)
- wystawa w Filharmonii na Ołowiance podczas imprezy kulturalnej Gdański Areopag (2004)[5]
- wystawa z cyklu Paleta erosa X edycja w Galerii Piano Bar w Starym Browarze w Poznaniu. Kurator: Grażyna Banaszkiewicz (2005)
- Ogólnopolska Prezydencka Wystawa Konkursowa Dyplomów Artystycznych Muzeum Plakatu w Wilanowie (2005)[6]
- wystawa „08.03” w galerii Żak w Gdańsku (2008)
- Rzeźba kameralnie – wystawa w Fabryce Sztuk w Tczewie (2020)
- wystawa wybranych rysunków studentów Rzeźby z ostatnich 20 lat (2021)[7]